# Urszula Pasławska
Urszula Stefania Pasławska (ur. 28 stycznia 1977 w Biskupcu) – polska polityk, samorządowiec, wicemarszałek województwa warmińsko-mazurskiego (2006–2012), wiceprezes Polskiego Stronnictwa Ludowego (od 2012), podsekretarz stanu w Ministerstwie Skarbu Państwa (2012–2015), posłanka na Sejm VII, VIII, IX i X kadencji (od 2015).

## Życiorys
Ukończyła studia na Wydziale Prawa i Administracji Uniwersytetu Gdańskiego oraz studia podyplomowe na kierunku integracja europejska i współpraca transgraniczna na Uniwersytecie Warmińsko-Mazurskim w Olsztynie.
Od 2001 pracowała w urzędzie marszałkowskim w Olsztynie w Departamencie Infrastruktury i Geodezji. W 2003 została zatrudniona w urzędzie miejskim w Biskupcu na stanowisku specjalisty ds. współpracy zagranicznej i środków pomocowych. W 2006 objęła funkcję dyrektora Zarządu Szkół i Przedszkoli w tym mieście. W latach 2004–2006 była także przewodniczącą rady nadzorczej w Zakładzie Nieruchomości Lokalowych oraz w Przedsiębiorstwie Wodociągów i Kanalizacji w Biskupcu.
W wyborach parlamentarnych w 2005 bezskutecznie kandydowała do Sejmu z listy Polskiego Stronnictwa Ludowego. W wyborach samorządowych w 2006 z listy PSL uzyskała mandat radnej sejmiku warmińsko-mazurskiego (zdobywając 4435 głosów). 29 listopada tego samego roku została powołana w skład zarządu województwa na stanowisko wicemarszałka odpowiedzialnego za nadzór m.in. nad sprawami związanymi z funduszami strukturalnymi.
Została działaczką PSL, w latach 2008–2012 była sekretarzem zarządu wojewódzkiego tej partii, objęła także funkcję prezesa zarządu powiatowego ziemskiego PSL w Olsztynie. 21 listopada 2010 ponownie uzyskała mandat radnej sejmiku województwa z listy PSL, otrzymując 8193 głosy. 30 listopada 2010 została po raz drugi wicemarszałkiem województwa. Bez powodzenia kandydowała do Sejmu w wyborach w 2011. 20 czerwca 2012 została podsekretarzem stanu w Ministerstwie Skarbu Państwa, rezygnując wcześniej ze stanowiska wicemarszałka województwa (pozostała natomiast radną sejmiku). 1 grudnia tego samego roku objęła funkcję jednego z wiceprezesów PSL. W 2014 kolejny raz z powodzeniem kandydowała w wyborach wojewódzkich. 2 stycznia 2015 została odwołana ze stanowiska podsekretarza stanu w MSP, a tydzień później złożyła rezygnację z mandatu radnej sejmiku województwa, w związku z przyjęciem mandatu poselskiego po Zbigniewie Włodkowskim. Ślubowanie poselskie złożyła 13 stycznia 2015.
W wyborach w tym samym roku z powodzeniem ubiegała się o poselską reelekcję (dostała 6354 głosy). W wyborach do Parlamentu Europejskiego w 2019 bezskutecznie kandydowała na eurodeputowaną (otrzymała 63 274 głosy). W wyborach w tym samym roku została wybrana do Sejmu IX kadencji, zdobywając 19 528 głosów. Objęła funkcję przewodniczącej Komisji Ochrony Środowiska, Zasobów Naturalnych i Leśnictwa. W 2023 utrzymała mandat poselski na kolejną kadencję, kandydując z ramienia koalicji Trzecia Droga i zdobywając 26 992 głosy. Ponownie stanęła na czele Komisji Ochrony Środowiska, Zasobów Naturalnych i Leśnictwa.

## Życie prywatne
Jest prawnuczką Bogumiła Labusza, współzałożyciela i prezesa Mazurskiej Partii Ludowej. Jest luteranką; w 2023 została członkinią Synodu Diecezji Mazurskiej Kościoła Ewangelicko-Augsburskiego w RP. Została też przewodniczącą Klubu Polskich Dian, zrzeszającego kobiety należące do Polskiego Związku Łowieckiego.

## Wyniki w wyborach ogólnopolskich
| Wybory | Komitet wyborczy   | Komitet wyborczy           | Organ                            | Okręg | Wynik          |
| ------ | ------------------ | -------------------------- | -------------------------------- | ----- | -------------- |
| 2005   |                    | Polskie Stronnictwo Ludowe | Sejm V kadencji                  | nr 35 | 1715 (0,83%)   |
| 2011   | Sejm VII kadencji  | Polskie Stronnictwo Ludowe | 5022 (1,93%)                     | nr 35 |                |
| 2015   | Sejm VIII kadencji | Polskie Stronnictwo Ludowe | 6354 (2,39%)                     | nr 35 |                |
| 2019   |                    | Koalicja Europejska        | Parlament Europejski IX kadencji | nr 3  | 63 274 (7,98%) |
| 2019   |                    | Polskie Stronnictwo Ludowe | Sejm IX kadencji                 | nr 35 | 19 528 (5,89%) |
| 2023   |                    | Trzecia Droga              | Sejm X kadencji                  | nr 35 | 26 992 (6,90%) |